# Win Htay Kyaw
Win Htay Kyaw (* 1. Juni 1994) ist ein myanmarischer Fußballspieler.

## Karriere
Win Htay Kyaw stand bis 2015 beim Yadanarbon FC unter Vertrag. Der Verein aus Mandala spielte in der höchsten myanmarischen Liga, der Myanmar National League. Ende 2015 wurde er mit dem Verein Vizemeister. Wo er 2016 gespielt hat, ist unbekannt. Von 2017 bis 2018 stand er beim Southern Myanmar FC unter Vertrag. Der Klub aus Mawlamyaing spielte ebenfalls in der ersten Liga. Für Southern Myanmar bestritt er 21 Erstligaspiele. Anfang 2019 wechselte er zum Ligakonkurrenten Ayeyawady United nach Pathein. Hier kam er nicht zum Einsatz. Am 1. Juni 2019 unterschrieb er einen Vertrag bei seinem ehemaligen Verein Yadanarbon FC.